# Lords of Acid
Lords of Acid är en belgisk musikgrupp som spelar new beat, bildad 1988. De är mest kända för sina sexrelaterade texter. Gruppen spelar också mer raveinfluerad musik och med nedtonade sexuella referenser under namnet Digital Orgasm. Olivier Adams och Praga Khan (The Immortals) är också kända för sin singel Mortal Kombat (Techno-Syndrome) som släpptes 1992.

## Medlemmar i bandet
- Deborah Ostrega (ersatte Nikkie Van Lierop (alias Jade 4 U och Darling Nikkie)) – sång
- Maurice Engelen (alias Praga Khan) – sång, keyboard
- Oliver Adams – keyboard
- Ludo Camberlin (alias Carl Johansen) – gitarr, keyboard

## Diskografi

### Album
- 1991 – Lust
- 1994 – Voodoo-U
- 1997 – Our Little Secret
- 1998 – Heaven Is An Orgasm
- 1999 – Expand Your Head.com
- 2001 – Farstucker
- 2001 – Lust...stript
- 2001 – Voodoo-U...stript
- 2002 – Farstucker...stript
- 2002 – Greatest T*ts
- 2002 – Our Little Secret...stript
- 2002 – Private Parts
- 2012 – Deep Chills

### Singlar
- 1988 – I Sit On Acid
- 1990 – Hey Ho!
- 1991 – Let’s Get High / Take Control
- 1991 – Rough Sex
- 1990 – Take Control
- 1992 – I Must Increase My Bust
- 1992 – Rough Sex
- 1994 – The Crablouse
- 1995 – Do What You Wanna Do
- 1996 – I Sit On Acid ’96
- 1996 – Pussy
- 1996 – Sucking in the 70s EP
- 1997 – Rubber Doll
- 1998 – Pussy
- 1999 – Am I Sexy?
- 1999 – Lover / Let’s Get High
- 2000 – Loverboy / Lovergirl
- 2001 – Lords of Acid versus Detroit
- 2003 – Gimme Gimme